# Pantelejmon (biskup czernihowski)
Pantelejmon (zm. 1142) – biskup czernihowski.
Wzmiankowany jako urzędujący biskup czernihowski w 1132. Latopis określa go jako „błogosławionego”, co sugeruje prowadzenie przez niego ascetycznego, pobożnego trybu życia, dzięki któremu był szanowany przez rządzących i wiernych. Zmarł w 1142.